# وحيدات الخلية مستخدمة الكيتين
وحيدات الخلية مستخدمة الكيتين (الاسم العلمي: Chitinimonas) هي جنس من البكتيريا، سلبية الغرام، تتبع فصيلة البيركهولدرات.